# Vozera Valoba
Vozera Valoba (vitryska: Возера Валоба, ryska: Озеро Волоба) är en sjö i Belarus, på gränsen till Ryssland. Den ligger i den norra delen av landet, 250 km nordost om huvudstaden Minsk. Vozera Valoba ligger 143 meter över havet. Arean är 0,49 kvadratkilometer. Den ligger vid sjön Ozero Sinsja. Den sträcker sig 1,0 kilometer i nord-sydlig riktning, och 1,1 kilometer i öst-västlig riktning.
I omgivningarna runt Vozera Valoba växer i huvudsak blandskog. Runt Vozera Valoba är det glesbefolkat, med 13 invånare per kvadratkilometer.